# 形意符号

西班牙的“狗不得入内”标识。 狗的图像是象形符号，红圈与条是“不”或“不允许”的形意符号。

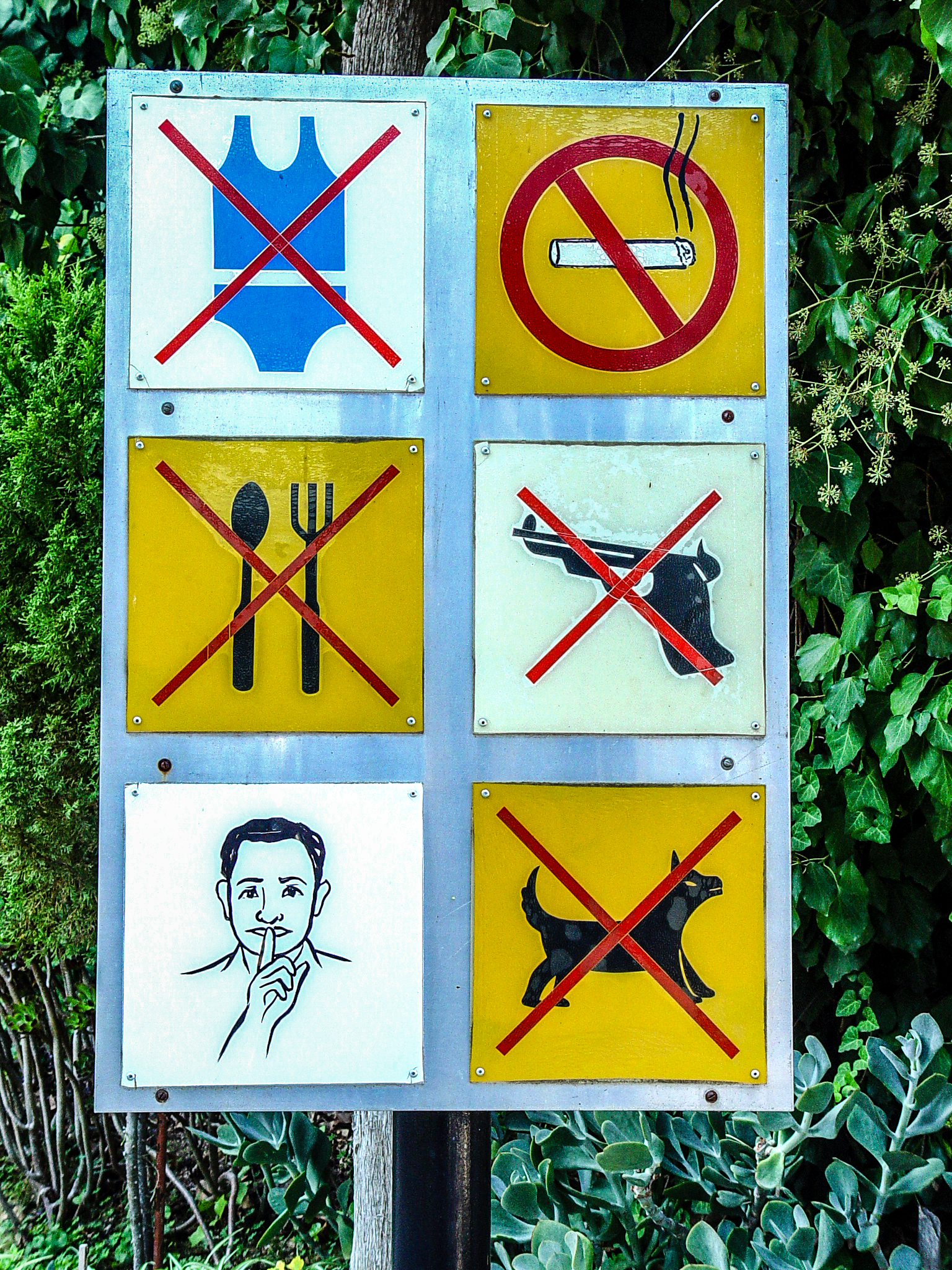
耶路撒冷圣母往见堂的形意符号。

语言学上，形意符号（ideogram，ideograph）亦称表意符号、形意图、表意图、表意字、表意文字，简称意符，是一种图形符号，只代表一定意义。
形意符号不是一种代表语言的语素或语音的文字系统；换句话说，这种文字系统并不能用于记录语言。表意符号是文字萌芽时期的产物，是相当原始的，可以分为四个层次：刻符、岩画、文字画和图画字。由于表意符号不能记录任何语言，因此它仅在文字原始时期使用。当文字史进入古典时期后，语素文字（如汉字）便取而代之了。
早期的书写符号是基于象形符號和表意符号而製造的。兩者的分別為：
象形符号（pictogram）描繪出所需要象徵的意思相似的圖片，现常用于标志（包括道路交通标志和化学警告标志）；而表意符号（ideogram）描述所表现的概念的符號，现常用于计数系统（包括数学符号）、绘文字(emoji)。

## 延伸阅读
- DeFrancis, John. 1990. The Chinese Language: Fact and Fantasy. Honolulu: University of Hawaii Press. ISBN 0-8248-1068-6
- Hannas, William. C. 1997. Asia's Orthographic Dilemma. University of Hawaii Press. ISBN 0-8248-1892-X (paperback); ISBN 0-8248-1842-3 (hardcover)
- Unger, J. Marshall. 2003. Ideogram: Chinese Characters and the Myth of Disembodied Meaning. ISBN 0-8248-2760-0 (trade paperback), ISBN 0-8248-2656-6 (hardcover)

## 外部連結
- The Ideographic Myth （页面存档备份，存于） Extract from DeFrancis' book.
- American Heritage Dictionary definition （页面存档备份，存于）
- Merriam-Webster OnLine definition （页面存档备份，存于）